# Shiloh Rifle Manufacturing Company
A Shiloh Rifle Manufacturing Company (ou Shiloh Sharps, ou ainda Shiloh Rifle) é uma fabricante Norte americana de armas de fogo localizada em Big Timber, Montana.

## Histórico
A Shiloh Sharps Rifle começou a produção em 1983. Anteriormente, as reproduções do rifle Sharps eram fabricadas pela Shiloh Products Inc. fundada por Len Mulé (pronuncia-se Mull-A) de Garfield, Nova Jersey, em parceria com Wolfgang Droge, que era dono da Drovel Tool Company na vila de Farmingdale, em Long Island, Nova York, de 1976 a 1983. 
Esse empreendimento teve início entre 1973 e 1974, quando Mulé dedicou grande parte de seu tempo, pesquisando sobre o Rifle Sharps. Em meados de 1974, Mulé e seu sócio Droge já haviam reunido um considerável acervo de peças dos rifles Sharps originais, e as usaram para criar um novo ferramental de produção com o apoio da Pinetree Casting (uma divisão da Ruger). Em janeiro de 1975, esses dois empreendedores exibiram no "National Sporting Goods Association Show" (antecessor do SHOT Show), dois exemplares do seu mais novo produto: o "New Model 1863 Rifle" e o "New Model 1863 Carbine". Len Mulé foi responsável por todos os primeiros desenhos, incluindo os mecânicos, e trabalho de protótipo no "Model 1863" e merece crédito como o segundo fundador da Sharps e sua reintrodução na era moderna.

## Produtos
A Shiloh Sharps é especializada na produção de réplicas de rifles históricos de pólvora negra, mais notadamente dos rifles Sharps "Model" 1863, 1874 e 1877, e também miras de época, acessórios e serviços.

## Na cultura popular
O lendário rifle Sharps 1874, apareceu no filme de faroeste de 1990 "Quigley Down Under" ("Contratado Para Matar" no Brasil), estrelado por Tom Selleck.